# William Samuel Verplanck Junior
William Samuel Verplanck Junior (Plainfield, New Jersey, 16 de janeiro de 1916
— Knoxville, Tennessee, 30 de setembro de 2002) foi um psicólogo estadunidense. Conduziu uma série de importantes experimentos nos campos da Etologia, da Psicologia experimental e, principalmente, no campo do Behaviorismo radical.

## Vida
Bill, como era mais conhecido entre seus amigos, defendeu tese de doutorado em 1941, na Universidade de Brown sob orientação de Clarence Graham.  Pesquisou sobre aprendizagem de discriminação em ratos. Na universidade, teve oportunidade de estar próximo a Walter S. Hunter, a quem admirava e que o preparou para apreciar a visão herética da etologia, algumas vezes confrontada pelo behaviorismo. Logo após terminar seu doutoramento foi trabalhar no Naval Submarine Medical Research Laboratory em New London, no estado de Connecticut. Nesse laboratório ele desenvolveu diversas pesquisas sobre visão noturna e sobre problemas visuais em geral. Com o fim da Segunda guerra mundial ele foi trabalhar na Universidade de Indiana. Em 1946, Bill se juntou a uma série de processores importantes, no departamento de Psicologia da Universidade de Indiana. Dentre estes professores estavam B. F. Skinner, e Jacob Robert Kantor. Em 1950 Verplanck passou a lecionar na Universidade de Harvard e fez parte do grupo que trabalhou em uma publicação pioneira intitulada "Modern Learning Theory". Neste trabalho, Bill assumiu a tarefa de apresentar uma teoria vista como perspicaz na época: o behaviorismo Skinneriano. Em Harvard, Verplanck pôde trabalhar com Skinner e também S. S, Stevens, que veio a se tornar um mentor para Bill. Apesar de estar numa época em que grandes produções não era exigidas, Bill chegou a ter 15 publicações num espaço de 12 anos (1942-1954) e em 1955 publicou 8 artigos. Dentre eles estava o clássico "Since learned behavior is innate, and vice versa, what now?", publicado na Psychology Review. Em seus estudos Bill se interessou pelo aparato conceitual e os métodos experimentais usados pelos etólogos, enxergando a teoria como um caminho excitante para a Psicologia. Trabalhou em diversas outras universidades nos Estados Unidos e na Inglaterra e em 1981 se aposentou como professor da Universidade do Tennessee  Bill Verpalnck faleceu em decorrência de complicações causadas por um câncer no pulmão, aos 86 anos, no dia 30 de setembro de 2002.

## Realizações
Verplanck dedicou considerável parte da sua carreira desenvolvendo o Teste de associação de palavras. O referido teste se enquadra na categoria dos testes projetivos. O sujeito em situação de teste é instruído a responder a uma palavra estímulo com a primeira palavra que lhe vier à cabeça. O teste foi originalmente inventado pelo cientista britânico Francis Galton em 1879. Considera-se que o psiquiatra alemão Emil Kraepelin foi o primeiro a aplicar o teste nos estudos da anormalidade.

## Obras
- Verplanck, W.S. (1942) The development of discrimination in a simple locomotor habit. Journal of Experimental Psychology, 31, 441-464.[7]
- Berry, R.N., Verplanck, W.S., and Graham, C.H. (1943) The reversal of discrimination in a simple running habit. Journal of Experimental Psychology, 32, 325-334.[8]
- Verplanck, W.S. (1946) The effects of paredrine on night vision test performance. (Bur. Med. Surg., 1944; Publ. Bd., N. 23049) Washington, D.C.: U.S. Dept. Commerce, 14.
- Verplanck, W.S. (1946) Comparative study of adaptometers. (Bur. Med. Surg., 1942, Publ. Bd. No. 23050) Washington, D.C.: U.S. Dept. Commerce, 34.
- Verplanck, W.S. (1946) Night vision testing on members of crew of the U.S.S. New Jersey (Bur. Med. Surg., 1943; Publ. Bd. No. 23072) Washington, D.C.: U.S. Dept. Commerce, 9.
- Field tests of optical instruments. (March 15, 1947) Navord Report 77-46, Washington, D.C., 331 and vi.
- Verplanck, W.S. (1947) A field test of the use of filters in penetrating haze. Naval Submarine Medical Center, Groton, Conn., SMRL Rep. 113.
- Coleman, H.S. and Verplanck, W.S. (1948) A comparison of computed and experimental detection ranges of objects viewed with telescopic systems from aboard ship. Journal of Opt. Soc., Amer., 38, 250-258.
- Verplanck, W.S. (1949) Visual communication. In: Human Factors in Undersea Warfare. Washington, D.C.: NRC, 249-266.
- Verplanck, W.S. (1949) Night vision: the terminal visual thresholds. In Berens, C., The Eye and Its Diseases. Philadelphia: Sanders, 203-209.[9]
- Verplanck, W.S. (1950) Field tests of optical instruments: further results. Dept. of Psychology, Indiana University, 92.
- Verplanck, W.S., Collier, G.H., and Cotton, J.W. (1952) Non-independence of successive responses in measurements of the visual threshold. Journal of Experimental Psychology, 44, 273-282.[10]
- Verplanck, W.S., Cotton, J.W., and Collier, G.H. (1953) Previous training as a determinant of response dependency at the threshold. Journal of Experimental Psychology, 46,10-14.[11]
- Verplanck, W.S., and Hayes, J.R. (1953) Eating and drinking as a function of maintenance schedule. Journal Comp. Physiol. Psychology, 46, 327-333.[12]
- Verplanck, W.S., (1954) Burrhus F. Skinner. In Estes, W.K., et al., Modern Learning Theory, New York: Appleton-Century-Crofts, 267-316.[13]
- Verplanck, W.S. (1955) Problems of comparative behavior. Science, 121, No. 3137, 189-190.[14]
- Verplanck, W.S. (1955) Since learned behavior is innate, and vice versa, what now? Psychological Review, 62, 139-144.
- Verplanck, W.S. (1955) The operant, from rat to man: an introduction to some recent experiments on human behavior. Transactions, The New York Academy of Sciences, 17,Ser. II, 594-601.[15]
- Verplanck, W.S., and Cotton, J.W. (1955) The dependence of frequencies of seeing on procedural variables: I. Direction and length of series of intensity-ordered stimuli. Journal of General Psychology, 53, 37-47.[16]
- Cotton, J.W., and Verplanck, W.S. (1955) The dependence of frequencies of seeing on procedural variables: II. Procedure of terminating series of intensity-ordered stimuli.Journal of General Psychology, 53, 49-57. Acessado em 22 de fevereiro de 2013</ref>